# Affaire François Lefort
Pour les articles homonymes, voir Lefort.
Pour un article plus général, voir Abus sexuels sur mineurs dans l'Église catholique en France.
L'affaire François Lefort est une affaire judiciaire mettant en cause le prêtre et médecin François Lefort des Ylouses, figure de l’humanitaire qui se revendique « dénonciateur » des réseaux pédophiles. Il est condamné en 2005 à huit ans de prison pour viols et agressions sexuelles sur six enfants sénégalais. Il clame son innocence et a déposé, depuis sa sortie de prison, deux demandes de révision non prises en compte par la justice.   

## Historique

### Personnage
François Lefort des Ylouses est né le 24 février 1946 à Boulogne-Billancourt. Il travaille dans les bidonvilles de Nanterre dans les années 1960, devenant chargé de mission en 1982. Puis il s'investit en Afrique dans les années 1970 et 1980. À partir de 1985, il s'implique dans la lutte contre la pédophilie, à travers des livres et des déclarations médiatiques. En 1986, il dénonce le réseau Spartacus de John D. Stamford (de) et rejoint la Mauritanie comme curé et médecin. Jean-Marc Souvira, commissaire de la brigade des mineurs de Paris, infirme lors du procès de Lefort en 2005, cette image de prêtre justicier : « François Lefort a plus une activité tournée vers les médias que vers les services de police […] des renseignements pointus, Lefort n'en a jamais apporté »,.
Il est décoré de la Légion d'honneur en reconnaissance de ses actions humanitaires.

### Procès et condamnation
En 1995, Moussa Sow, directeur du foyer de Rufisque au Sénégal, porte plainte pour viols et attouchements sexuels sur les enfants du foyer où travaille François Lefort,. Un inspecteur de la brigade des mineurs se déplace au Sénégal, dans le cadre d’une commission rogatoire. François Lefort est mis en examen en décembre 1995 et reste libre pendant l'instruction qui dure près de dix ans. Les enquêteurs ont retrouvé à son domicile parisien des revues et des cassettes pédophiles. François Lefort explique les avoir utilisées lors de son enquête sur le réseau Spartacus.
Dès 2003, un groupe de ses amis a créé « une association de défense » et dénonce un futur « procès instruit dans les médias au seul bénéfice de l'accusation ».
Lors du procès, Yves Marguerat, un des membres les plus actifs de son comité de soutien, vient témoigner en faveur de François Lefort. Ainsi, il explique à la cour : « S'il y a contrainte, il y a viol, si l'enfant accepte de l'argent, parce qu'il a faim, ce n'est pas un viol ». Pour Yves Marguerat les enfants sont « intelligents et psychologues », ils savent détecter les pédophiles, une personne en qui ils ont confiance ne les viole pas « c'est idiot ». Des enfants prostitués peuvent être « consentants ».
Bernard Boeton, de l'association Terre des hommes, signale les comportements de François Lefort symptomatiques des milieux pédophiles : « mélange entre vie privée et action professionnelle, prendre des enfants chez soi, emmener des enfants à l'étranger, le favoritisme donné à certains enfants, les avantages en nature »,.
Anne-Christine Girardeau, qui travaille au sein de l'association la Baleine blanche, indique pour sa part avoir reçu, sur place les témoignages des enfants des rues, enregistrés sur une cassette. Ils ont « parlé de viols, d'agressions sexuelles ». Martine Brousse, de l'association La Voix de l'enfant, prend connaissance de ces documents, elle explique : « En général, les bruits et les rumeurs n'ont pas de sens, nous ne nous y arrêtons pas. Là, il y avait des informations. ». Un signalement est alors effectué à la brigade des mineurs dans les années 1990. 
François Lefort est condamné en 2005 à 8 ans de prison devant la cour d’assises des Hauts-de-Seine, pour des agressions sexuelles d'enfants survenues en 1994 au Sénégal, à Neuilly-sur-Seine (Hauts-de-Seine) ou dans des hôtels en France où il se déplaçait pour donner des conférences. Il bénéficie quatre ans plus tard d’une liberté conditionnelle. François Lefort demande alors une première révision du procès, laquelle est refusée. La Congrégation pour la doctrine de la foi, qui a compétence pour les questions de pédophilie dans l'Église, réduit ses activités. Ainsi, en 2011, alors qu'il est bibliothécaire au grand séminaire en Haute-Loire, il lui est interdit d'enseigner la catéchèse et de fréquenter des mineurs.

### Suites judiciaires, politiques et sociales
François Lefort, qui conteste tous les faits qui lui sont reprochés, donne, en 2012, sa version détaillée dans son livre Justice ! Pour l'honneur d'un prêtre.
Lors de son audition du 15 novembre 2019 auprès de la Commission indépendante sur les abus sexuels dans l'Église, Martine Brousse, présidente de l’association La Voix de l'enfant, évoque le dossier François Lefort. Elle mentionne les nombreuses pressions subies, comme l'arrêt des subventions à son association. Elle souligne, qu'à l'époque, le beau-frère du prêtre, Bertrand Dufourcq, était le secrétaire général du ministère des Affaires étrangères de 1993 à 1998 et sa sœur, Élisabeth Dufourcq, secrétaire d'État à la Recherche de la République française en 1995.
En 2016, François Lefort des Ylouses dépose une nouvelle requête pour obtenir une révision de son procès. En septembre 2020, celle-ci est jugée irrecevable, la commission d'instruction de la cour de révision indiquant que le prêtre « n'établit aucun fait nouveau ni ne révèle aucun élément inconnu au jour du procès » pouvant justifier un nouveau procès.

## À voir